# Krzywa chłodzenia
Krzywa chłodzenia, krzywa stygnięcia, krzywa termograficzna – wykres zależności temperatury chłodzonego materiału (najczęściej metalu) od czasu. Jest to sposób graficznej prezentacji wyników bezpośredniej analizy termicznej stopów metali, prowadzonej w celu sporządzenia wykresów równowag fazowych, umożliwiających planowanie obróbki cieplnej. Jej planowanie polega na określeniu – dla każdego z etapów procesu – odpowiedniej temperatury, właściwej szybkości nagrzewania i chłodzenia oraz czasu wygrzewania lub studzenia. Właściwie przeprowadzona obróbka pozwala uzyskać metale o określonej strukturze i pożądanych właściwościach mechanicznych, na przykład:
- umocnione przez hartowanie, przesycanie roztworów stałych, utwardzanie wydzieleniowe,
- uplastycznione, na przykład przez odpuszczanie lub wyżarzanie (w tym „zdrowienie” – zmniejszenie naprężeń wewnętrznych powstających w czasie obróbki plastycznej na zimno).

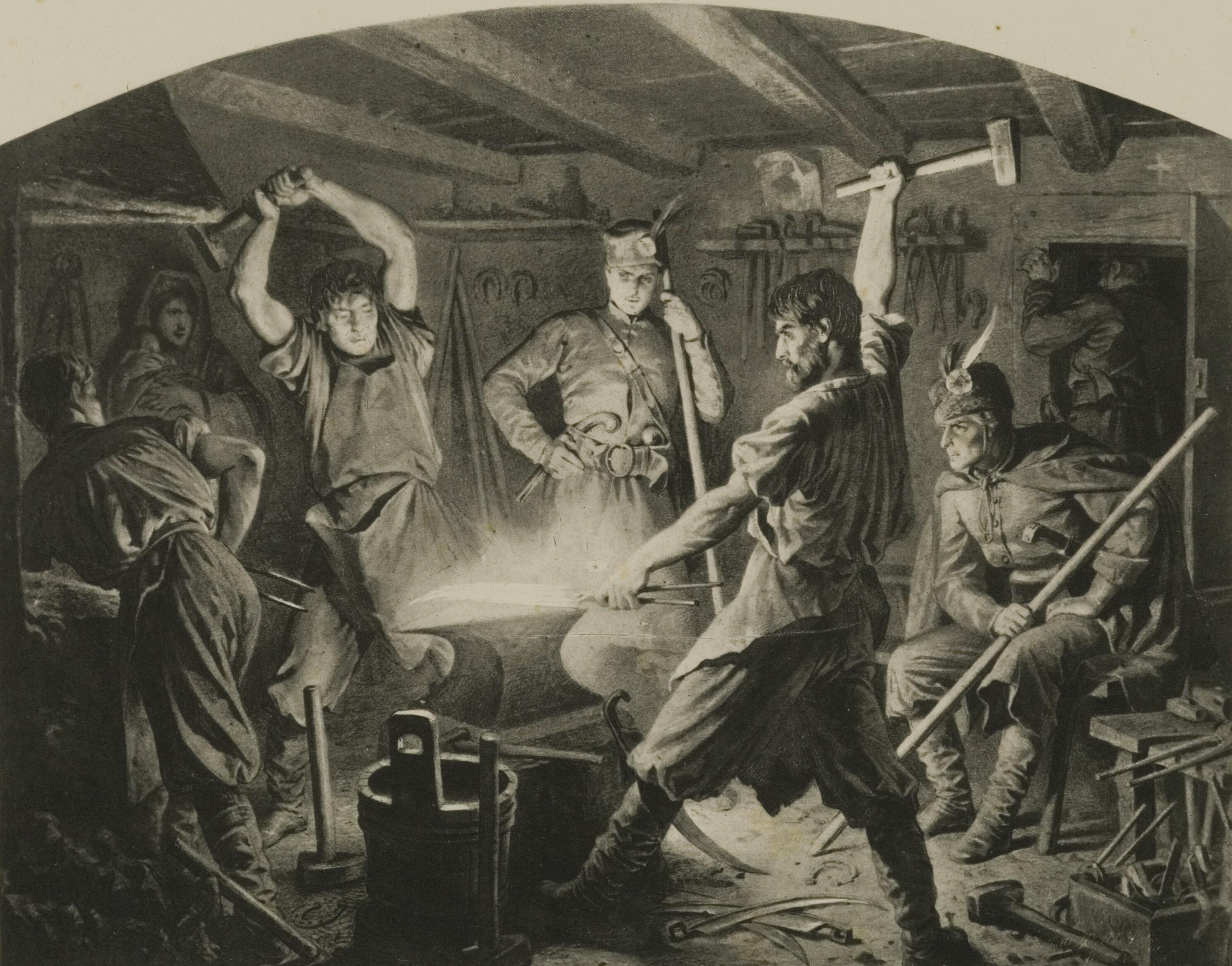
Dlaczego metale po wygrzaniu są plastyczne, a po kuciu odzyskują odporność na uderzenia?

## Historia obróbki cieplnej stopów
Obróbka cieplna stopów, na przykład stopów żelaza z węglem, była znana już w starożytności (Egipt, Indie, Chiny i Grecja). W średniowieczu opanowano technologię wytwarzania stali damasceńskiej. W wieku XIX i XX zostały stworzone teoretyczne podstawy tych procesów. Zaczęto stosować techniki analizy termicznej, opracowane przez F. Osmonda i W.C. Robertsa-Austena (zobacz: austenit). Wśród badaczy, którzy wnieśli duży wkład w tę dziedzinę wiedzy, wymienia się nazwiska D.K. Czernowa (zjawisko hartowania stali), K.C. Sorby’ego (zobacz: sorbit), H. Le Châteliera, A. Martensa (zobacz: martenzyt), N.S. Kurnakowa, A. Ledebura (zobacz: ledeburyt), E. Baina (zobacz: bainit), E. Davenporta, S.S. Sztejnberga, A.P. Gulajewa, A.M. Portevina. Duży wkład wnieśli uczeni polscy, między innymi A. Rzeszotarski, L. Anczyc, W. Broniewski.

## Fizykochemiczne podstawy obróbki cieplnej stopów

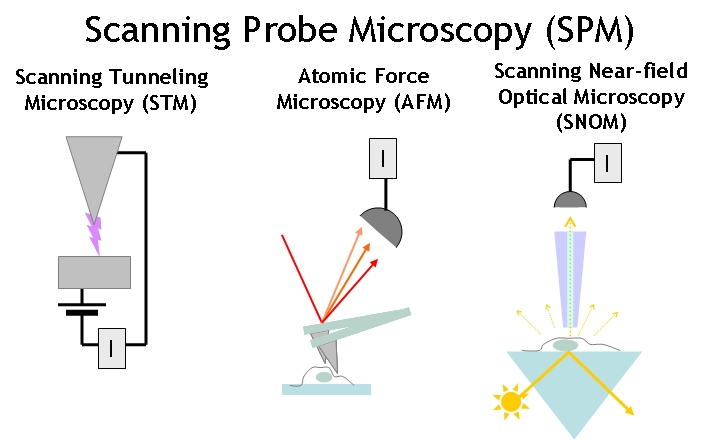
Różne rodzaje mikroskopii skaningowej: Scanning Tunneling Microscope (STM), Atomic Force Microscope (AFM) i Scanning Near-field Optical Microscope (SNOM)

Metody rejestracji krzywych chłodzenia (m.in. opracowane przez W.C. Robertsa-Austena i F. Osmonda) oraz metody termodynamicznej i kinetycznej interpretacji tych krzywych pozwoliły stworzyć teoretyczne podstawy procesów obróbki cieplnej. Fundamentem tych teorii jest wiedza o strukturze kryształów, a zwłaszcza metali (w tym roztworów stałych i faz międzymetalicznych), zgromadzona z użyciem takich metod badawczych, jak np. rentgenografia strukturalna, mikroskopia optyczna, mikroskopia elektronowa. Jednoznacznie zdefiniowano pojęcie fazy i określono warunki współistnienia faz w stanie równowagi. Zbadano zależność mechanicznych właściwości metali od rodzaju faz – typu sieci krystalicznej i stopnia jej zdefektowania – oraz od wielkości, kształtu i rozmieszczenia ziaren.
Wnioski dotyczące liczby faz wynikają z kształtu „krzywych termograficznych” – zapisów temperatury {\displaystyle (T)} rejestrowanej z czasie {\displaystyle (\tau )} chłodzenia lub ogrzewania (bezpośrednia analiza termiczna). Jeżeli chłodzenie jest bardzo powolne, przemiany fazowe przebiegają w warunkach zbliżonych do równowagi termodynamicznej. Na krzywych {\displaystyle T=f(\tau )} występują charakterystyczne załamania, pozwalające określić temperatury rozpoczęcia i zakończenia kolejnych przemian w warunkach równowagi, czyli punkty na wykresach fazowych. Możliwe jest również określenie, w jakiej temperaturze liczba faz jest maksymalna – układ nie ma żadnego stopnia swobody zgodnie z regułą faz Gibbsa:
{\displaystyle s=k-f+2,}
gdzie:
- {\displaystyle s} – liczba stopni swobody, czyli liczba zmiennych intensywnych, które można zmieniać bez jakościowej zmiany układu (bez zmiany liczby faz w równowadze)
- {\displaystyle k} – liczba niezależnych składników, a więc takich, które nie dają się określić za pomocą zależności chemicznych poprzez stężenia innych składników (niezależnych)
- {\displaystyle f} – liczba faz, a więc postaci materii jednorodnej chemicznie i fizycznie, np. ciecz, kryształy składnika stopu, roztwór stały, faza międzymetaliczna

Rzeczywiste przemiany fazowe przebiegają w warunkach chłodzenia stopu z różną prędkością, np. w czasie hartowania, polegającego na szybkim chłodzeniu w wodzie. Zależności uwzględniające odchylenia od stanu równowagi są przedstawiane na wykresach CTP – czas–temperatura–przemiana.

## Rejestracja krzywych chłodzenia

Schemat zestawu do bezpośredniej analizy termicznej

Stosowane są różne techniki pomiarów, zależnie od temperatur, w których zachodzą badane przemiany, oraz celu analizy termicznej. W przypadku, gdy celem jest przedstawienie zasady pomiarów, a temperatura przemian jest umiarkowana, stosowane są tygle laboratoryjne i termometry o odpowiednim zakresie skali. Temperaturę stygnącego stopu notuje się ręcznie, np. co 5 minut, do chwili osiągnięcia temperatury otoczenia. Pomiary profesjonalne są wykonywane z użyciem pieca o programowanej temperaturze (np. regulowana szybkość chłodzenia), elektronicznych mierników temperatury (np. termopary, termistory) i rejestratorów. Umożliwia to obserwację zmian temperatury w warunkach bardzo powolnego chłodzenia (stan zbliżony do stanu równowagi w całym zakresie temperatur).

## Przykłady krzywych chłodzenia
Spośród wielu różnych rodzajów krzywych chłodzenia stopów metali poniżej przedstawiono przykłady, dotyczące najbardziej charakterystycznych układów dwuskładnikowych:
- stopu składników tworzących roztwór stały ciągły,
- stopu, w którym występuje punkt eutektyczny i obszar ograniczonej rozpuszczalności w fazie stałej.

### Krystalizacja ciągłego roztworu stałego
Roztworem stałym ciągłym nazywa się taką fazę krystaliczną, w której sieci składniki stopu mogą się wzajemnie zastępować bez ograniczeń – w całym zakresie stężeń. Charakterystycznymi przykładami są stopy miedzi z niklem (miedzionikiel, Cu–Ni) i żelaza z chromem (ważnym składnikiem stali nierdzewnych).
Chłodzenie stopionego materiału o określonej zawartości obu składników pod ustalonym ciśnieniem rozpoczyna się od sytuacji, w której stop, jako układ termodynamiczny, ma dwa stopnie swobody:
{\displaystyle k=2;} {\displaystyle f=1;} {\displaystyle s=k-f+2=3;} jeżeli {\displaystyle p=\mathrm {const} ,} to {\displaystyle s=2.}
Oznacza to, że zmiany temperatury lub zmiany składu (dwa parametry stanu układu) nie powodują zmiany liczby i rodzaju występujących w nim faz – stop pozostaje cieczą. Powolne ochładzając ciecz osiąga się stan jej nasycenia, czyli górną granicę obszaru współistnienia cieczy i kryształów roztworu stałego (likwidus).

Wykres fazowy stopu składników tworzących roztwór stały ciągły oraz krzywa chłodzenia (– czas)
Współrzędne wykresu fazowego: – względne udziały składników („niebieskiego” i „żółtego”), – temperatura

W chwili powstania pierwszego kryształu zmienia się liczba stopni swobody układu:
{\displaystyle k=2;} {\displaystyle f=2;} {\displaystyle s=k-f+2=2;} jeżeli {\displaystyle p=\mathrm {const} ,} to {\displaystyle s=1.}
Od tej chwili temperatura i skład faz nie mogą się zmieniać niezależnie od siebie (swobodnie). Jeżeli układ pozostaje w stanie równowagi, każdej zmianie temperatury odpowiada zmiana składu, która jest ściśle określona warunkami zachowania tego stanu. Punkty opisujące składy cieczy i kryształów w każdej z temperatur z zakresu krystalizacji leżą na krzywych solidus i likwidus (dolna i górna granica obszaru współistnienia faz). Układ odzyskuje stopień swobody po zakończeniu krystalizacji (ponownie {\displaystyle k=2,} {\displaystyle f=1}).
Z wystąpieniem sytuacji, w której {\displaystyle s=1} wiąże się zmiana nachylenia krzywej chłodzenia. Od chwili rozpoczęcia do zakończenia krystalizacji temperatura stopu nie może być obniżana dowolnie szybko. Szybkość tych zmian jest bezpośrednio związana z szybkością procesu krystalizacji, obejmującego:
- dyfuzję jonów w cieczy do powierzchni zarodków, które powstały wcześniej, lub tworzenie nowych zarodków (o składzie odpowiadającym aktualnej temperaturze układu)
- dyfuzję wewnątrz kryształów, prowadzącą do wyrównania się składu wszystkich kryształów (wzbogacanie kryształów tworzonych wcześniej w składnik o niższej temperaturze topnienia)

Po zarejestrowaniu serii krzywych chłodzenia stopów o różnych proporcjach obu składników można wyznaczyć kształt krzywych likwidus i solidus badanego stopu. Linie te zbiegają się w punktach odpowiadających czystym składnikom, krystalizującym w stałej temperaturze (plateau):
{\displaystyle k=1,} {\displaystyle f=2;} {\displaystyle s=k-f+2=1;} jeżeli {\displaystyle p=\mathrm {const} ,} to {\displaystyle s=0} („punkt inwariantny”, niezmienniczy).

### Układy dwuskładnikowe z punktem inwariantnym
W przypadku stopów dwuskładnikowych punkty inwariantne (przy zachowaniu p = const) występują wówczas, gdy w układzie występują w równowadze trzy fazy, na przykład ciecz i dwie fazy stałe (eutektyka, perytektyka) lub trzy współistniejące fazy stałe (eutektoid, perytektoid).
Jeżeli skład stopu odpowiada składowi eutektyku, krystalizacja przebiega w stałej temperaturze, od równoczesnego pojawienia się pierwszych zarodków krystalicznych obu współistniejących faz stałych, do zaniku ostatniej porcji cieczy. W tym okresie:
- liczba składników: {\displaystyle k=2,}
- liczba faz: {\displaystyle f=3,}
- liczba stopni swobody: {\displaystyle s=2-3+2=1,} a przy {\displaystyle p=\mathrm {const} -p=0.}

Powyżej temperatury krystalizacji układ ma dwa stopnie swobody, co wyraża stromy odcinek krzywej chłodzenia.

Wykres fazowy stopu dwóch składników tworzących trójfazową mieszaniną eutektyczną: ciecz (zielony) – kryształy nie rozpuszczające domieszek (składnik „niebieski”) i kryształy roztworu stałego (osnowa – sieć krystaliczna składnika „żółtego”) oraz krzywe chłodzenia, charakterystyczne dla różnych składów stopu
Współrzędne wykresów fazowych: x – względne udziały składników („niebieskiego” i „żółtego”), y – temperatura (T)

Liczba stopni swobody układu po zakończeniu krystalizacji zależy od tego, czy w otrzymane fazy stałe ulegają dalszym przemianom, zgodnych z zasadami termodynamiki. Takie przemiany zachodzą np. wtedy, gdy wraz z temperaturą zmieniają się graniczne stężenia domieszek w roztworach stałych. Z ziaren przesyconych roztworów stałych wydziela się składnik rozpuszczony, np. tworząc nowe drobne ziarna własnej fazy w przestrzeniach między ziarnami eutektyku lub wewnątrz tych ziaren.

Krystality faz występujących w nadmiarze względem składu eutektyki, otoczone mieszaniną eutektyczną

W niektórych próbkach stopów metali, które tworzą eutektyk, charakterystyczne plateau nie występuje. Dotyczy to sytuacji, gdy fazy stałe są roztworami stałymi, a stężenie jednego ze składników jest mniejsze od granicznej rozpuszczalności w sieci drugiego. W takich przypadkach krystalizuje tylko roztwór stały – układ zachowuje stopień swobody przez cały okres krystalizacji i krzywa chłodzenia przypomina zapisywane w czasie krystalizacji roztworu stałego ciągłego.
W przypadku większych stężeń domieszki stopowej krystalizacja eutektyku (wyrażona przez plateau), jest poprzedzona krystalizacją składnika występującego w nadmiarze w stosunku o składu eutektyku („primer”; krystality odpowiedniego składnika czystego lub roztworu stałego). Krzywe chłodzenia stopów o różnym składzie różnią się wysokością mało stromego odcinka krzywej (s = 1) oraz długością odcinka poziomego (s = 0). Odcinek plateau jest tym krótszy, im bardziej skład stopu różni się od składu eutektyku.
W strukturze otrzymanych metali występują duże i mało zdefektowane kryształy powstające w pierwszym okresie krystalizacji, które są otoczone drobnoziarnistą mieszaniną eutektyczną.
W czasie dalszego chłodzenia materiału w jego strukturze mogą zachodzić dalsze przemiany fazowe. Jeżeli jest osiągany stan nasycenia roztworu stałego, składnik rozpuszczony w sieci obcej zaczyna tworzyć krystality własnej sieci. Powstają wewnątrz ziaren roztworu stałego lub na powierzchni tych ziaren (proces dyfuzyjny). W wyniku tego procesu zmienia się struktura (wielkość i rozmieszczenie faz), co powoduje zmiany właściwości mechanicznych. Najważniejszym przykładem przemiany tego rodzaju jest powstawanie kryształów cementytu II i III rzędowego w strukturze stali (krystalizacja Fe3C z sieci przesyconych ziaren austenitu i ferrytu).

## Wykresy temperatura–czas–przemiana (CTP)

Wykres CTPi stali węglowej (fragment)

Obróbka „przeciwpłatkowa” średnio- i wysokowęglowych stali stopowych, np. chromo-niklowych (przykład)
A_{1}, A_{3} – zobacz: wykres fazowy stopu żelaza z węglem

Rejestrowanie krzywych termograficznych w warunkach chłodzenia „nieskończenie powolnego” jest stosowane w celu opracowania wykresów fazowych i poznania mechanizmów procesów fazowych. W praktyce są stosowane wykresy sporządzane w warunkach chłodzenia:
- z różnymi ustalonymi szybkościami (chłodzenia „ciągłe”); otrzymywane zależności są nazywane wykresami czas–temperatura–przemiana ciągła (CTPc)
- w różnych ustalonych temperaturach (izotermicznie); otrzymywane zależności są nazywane wykresami czas–temperatura–przemiana izotermiczna (CTPi)

Wykresy CTP umożliwiają np. określanie, czy przy danej szybkości chłodzenia stopu o ustalonym składzie może zajść określona przemiana dyfuzyjna (wymagająca czasu), np. przemiana austenitu w mieszaninę ferrytu i cementytu (perlit) albo przemiana bezdyfuzyjna – powstawanie martenzytu, poprzedzone lub nie poprzedzone powstawaniem eutektoidu – perlitu lub bainitu. Wykresy pozwalają też odczytać czas, po którym określona przemiana się rozpoczyna, osiąga 50% i kończy w warunkach wygrzewania w wybranej temperaturze.
Oba rodzaje wykresów są wykorzystywane w czasie planowania procesów obróbki cieplnej, prowadzonych w celu uzyskania pożądanych mechanicznych właściwości wyrobów, a polegających na cyklu zabiegów wygrzewania tych wyrobów w określonej temperaturze i chłodzenia z określoną szybkością (np. hartowanie, odpuszczanie, wyżarzanie).